# 萨拉县
17°00′00″S 63°34′59″W / 17.000°S 63.583°W
薩拉县（西班牙語：Provincia Sara），是玻利維亞的县份，位於該國東部，屬於聖克魯斯省的一部分，县府設於波爾丘埃洛，面積6,886平方公里，2001年人口37,733，人口密度每平方公里5.5人。